# سالت کریک کامونز (ایندیانا)
سالت کریک کامونز (به انگلیسی: Salt Creek Commons) یک منطقهٔ مسکونی در ایالات متحده آمریکا است که در شهرستان پرتر، ایندیانا واقع شده‌است. سالت کریک کامونز ۱٫۰ کیلومتر مربع مساحت و ۲٬۱۱۷ نفر جمعیت دارد و ۲۰۳ متر بالاتر از سطح دریا واقع شده‌است.